# Józef Błachnio (działacz polityczny)
Józef Błachnio (ur. 1858 w Helenowie w pow. Garwolin, zm. 19 marca 1926 w Helenowie) – rolnik, polski działacz polityczny, poseł na Sejm Ustawodawczy w II RP, członek sejmiku powiatu garwolińskiego z gminy Sobolew w 1921 roku.
Był synem Józefa i Franciszki z Piechów. Pracował jako rolnik w Helenowie. W 1922 został posłem na Sejm Ustawodawczy z Łukowa, zajmując w parlamencie miejsce Stanisława Chaniewskiego (zmarłego 4 listopada 1920). W 1922 po zakończeniu kadencji Sejmu Ustawodawczego bez powodzenia ubiegał się o miejsce w Senacie.
Był żonaty z Marianną z Kędziorów (od 1881).